# Józef Brzoza
Józef Brzoza (ur. ok. 1798) – włościanin ze wsi Kowala w powiecie kieleckim. Za udział w spisku księdza Piotra Ściegiennego na wniosek Komisji Śledczej oddany został w 1845 pod sąd wojskowy, skazany na karę chłosty (500 kijów) i wcielony do Korpusu Syberyjskiego.